# أنطور أرجواني الكفرى
أنطور أرجواني الكفرى (الاسم العلمي:Anthurium purpureospathum) هو نوع من النباتات يتبع جنس الأنطور من الفصيلة اللوفية.